# Semiarundinaria makinoi
Semiarundinaria makinoi ist eine Bambus-Art der Gattung  Semiarundinaria.

## Beschreibung
Die Halme haben Durchmesser von 2 bis 3 cm und werden 1,5 bis 3 m hoch. Sie sind zuerst grün, färben sich später bräunlich-purpurfarben um. Die Blätter sind klein und nach oben gerichtet und wachsen in dichten Büscheln. Der Bambus bildet wenige Ausläufer.

## Etymologie
Die Artbezeichnung "makinoi" erinnert an den japanischen Botaniker Makino Tomitarō.

## Verbreitung
Die Heimat von Semiarundinaria makinoi ist Japan, dort ist die Pflanze nur in Kultur bekannt. Die Einführung in Europa erfolgte 1984 in Frankreich, zunächst unter dem Namen Semiarundinaria kagamiana, dem Semiarundinaria makinoi stark ähnelt.

## Kultur
Semiarundinaria makinoi ist winterhart und verträgt Temperaturen bis −18 °C. Er stellt keine besonderen Ansprüche und ist ideal für mittelhohe Hecken und als Kübelpflanze.